# Les Visiteurs (roman)
Pour les articles homonymes, voir Les Visiteurs.
 (novembre 2018).
Si vous disposez d'ouvrages ou d'articles de référence ou si vous connaissez des sites web de qualité traitant du thème abordé ici, merci de compléter l'article en donnant les références utiles à sa vérifiabilité et en les liant à la section « Notes et références ».
Les Visiteurs est un roman de science-fiction américain écrit par Clifford D. Simak et paru en 1979 et traduit en français en 1981.

## Résumé
D'étranges engins débarquent sur la Terre. Gigantesques pavés noirs, les extraterrestres sont ici des plantes capables de voyager à travers l'espace. 
Ce roman détourne un classique de la science fiction (l'arrivée d'extraterrestre).